# Зелёный прочный FCF
Зелёный прочный FCF (динатриевая соль 3-[N-этил-N-[-4-[ [4-[N-этил-N-(3-сульфонатобензил)-амино]-фенил](4-гидрокси-2-сульфонатофенил)-метилен]-2,5-циклогексадиен-1-илиден]аммониометил]-бензилсульфоната) — органическое соединение, трифенилметановый краситель с химической формулой С37H34O10N2S3Na2. Красно-коричневый порошок, дающий при растворении в воде сине-зелёное окрашивание. Применяется как пищевой краситель, входит в Кодекс Алиментариус под названием E143.
Синонимы: Зелёный стойкий FCF, Fast Green FCF, Food Green 3, C.I. 42053.

## Свойства
Гигроскопичный порошок или гранулы от красного до коричнево-фиолетового цвета. Молярная масса 808,86 г/моль. Хорошо растворим в воде (15 г/100 мл при 25 °С) с образованием сине-зелёного раствора. В кислых средах цвет раствора становится зелёным, в щелочных — голубовато-фиолетовым. Нерастворим в этаноле и растительных маслах.
Помимо динатриевой соли (содержащей 85 % основного вещества), выпускается в форме алюминиевого лака. Лак содержит 10―40 % красящего вещества и нерастворим ни в воде, ни в спиртах, ни в жирах.